# Varvara Massalitinova
Varvara Ossipovna Massalitinova (Варва́ра О́сиповна Массали́тинова), née le 17/29 juillet 1878 à Elets dans le Gouvernement d'Oriol, et morte le 20 octobre 1945 à Moscou (URSS), est une actrice russe et soviétique de théâtre et de cinéma. Elle a été nommée artiste du peuple de la RSFSR en 1933 et a reçu le prix Staline de 2e classe en 1941. Elle est la sœur de l'acteur Nikolaï Massalitinov (1880-1961).

## Biographie
Elle passe son enfance et sa jeunesse à Tomsk, et lycéenne au lycée Marie prend part à des cours de théâtre et des représentations d'amateurs. Elle aime les rôles de vieilles femmes. Elle termine le lycée Marie de Tomsk, puis paraît sur des scènes de théâtre amateur et poursuit à moscou ses études aux cours d'art dramatique (aujourd'hui école Chtchepkine), dans la classe d'Alexandre Lenski.
Elle débute au théâtre Maly en 1901 et au cinéma en 1918.
Elle est enterrée au cimetière de Novodevitchi de Moscou, près du réalisateur Yakov Protazanov avec qui elle a tourné Aelita.

## Distinctions
- Artiste du peuple de la RSFSR (1933)
- 2 ordres du Drapeau rouge du Travail (1937 et 1939)
- Prix Staline de 2e classe (1941) pour son rôle de la grand-mère Akoukina Ivanovna dans les films L'Enfance de Gorki (1938) et En gagnant mon pain (1939).

## Théâtre

### Théâtre Novy
- 1902: Les Âmes mortes d'après Gogol: Korobotchka

### Théâtre Indicatif
- 1919: La Forêt: Gourmyjskaïa

### Малый театр
- 1904: Le Jubilé: Mertchoutkina
- Une place lucrative: Koukouchkina
- Le Mariage: la marieuse
- La Vérité est bonne, mais le bonheur est meilleur: Filitsata
- Les Pétitionnaires: Choumilova
- La Gueule de bois au festin de quelqu'un d'autre: Nenila Sidorovna
- 1923: Les Broussailles: Prostakova
- 1935: Le Plus malin s'y laisse prendre: la diseuse de bonne aventure
- 1938: Le Malheur d'avoir trop d'esprit, de Griboëidov: Khlestova
- 1943: L'Invasion de Léonov: la nourrice Demidievna

## Filmographie
- 1919: Polikouchka: la femme du menuisier
- 1924: Aelita - épisode
- 1924: Morozko
- 1927: Messieurs Skotine: Prostakova
- 1928: Un homme est né
- 1933: L'Orage: Kabanikha
- 1938: Alexandre Nevsky: la mère de Bouslaï
- 1938: L'Enfance de Gorki: Akoulina Ivanovna
- 1939: En gagnant mon pain: Akoulina Ivanovna